# Győr-Moson-Sopron
Győr-Moson-Sopron er en af de 19 provinser i Ungarn. Provinsen har et areal på 4.089 kvadratkilometer, og et indbyggertal (pr. 2001) på ca. 491.000. 
Győr-Moson-Soprons hovedstad er Győr, der også er provinsens største by.
- Wikimedia Commons har flere filer relateret til Győr-Moson-Sopron

47°36′N 17°18′Ø / 47.6°N 17.3°Ø